# Perygeum
Zasugerowano, aby zintegrować ten artykuł z artykułem Apsyda (astronomia). Nie opisano powodu propozycji integracji.

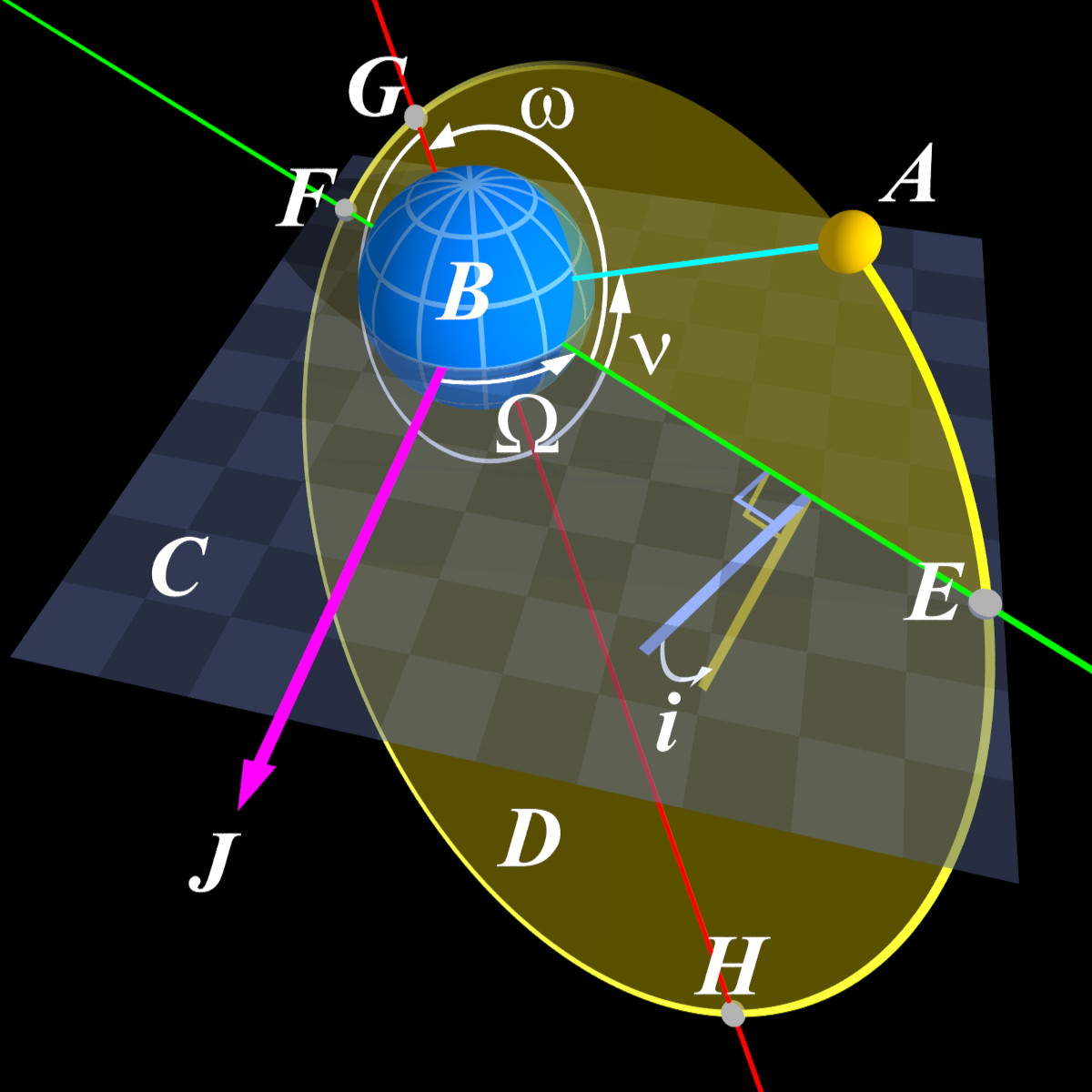
Elementy eliptycznej orbity ciała niebieskiego (A) krążącego wokół Ziemi (B). Literami F i H zaznaczono, kolejno, perygeum i apogeum

Perygeum (gr. περίγειος 'przyziemny' od περί 'około' i γαῖα 'Ziemia') – punkt orbity okołoziemskiej, który znajduje się najbliżej Ziemi. Najczęściej ten termin dotyczy Księżyca, ale może być także zastosowany dla innych ciał krążących po orbicie Ziemi, np. dla sztucznych satelitów.
Punktem najdalszym jest apogeum (gr. ἀπόγαιος 'odziemny').